# Meruz
Meruz es una localidad del municipio de Bóveda, en la provincia de Lugo, España. Pertenece a la parroquia de Tuimil.
Se encuentra a 400 metros de altitud junto al río Mao. En 2023 tenía una población de 1 habitantes, 1 hombre y 0 mujeres.